# Els Horts de l'Orcau
Els Horts de l'Orcau és un paratge del terme municipal de Conca de Dalt, a l'antic terme d'Hortoneda de la Conca, al Pallars Jussà, en territori que havia estat del poble d'Herba-savina.
Està situat al sud d'Herba-savina, a l'esquerra del riu de Carreu, a migdia de l'extrem occidental del Serrat de les Serretes.